# Mossa
Mossa (friuli nyelven: Mosse, szlovénül: Moš vagy Moša)település Olaszországban, Friuli-Venezia Giulia régióban, Gorizia megyében. Lakosainak száma 1526 fő (2023. január 1.). Mossa Farra d'Isonzo, Gorizia, San Lorenzo Isontino, Capriva del Friuli és San Floriano del Collio községekkel határos.

## Népesség
A település lakossága az elmúlt években az alábbi módon változott:
| Lakosok száma | 1561 | 1553 | 1526 |
|               | 2017 | 2018 | 2023 |